# Laufwasserkraftwerk Bockeloh
Das Wasserkraftwerk Bockeloh befindet sich an der Lenne flussaufwärts von Werdohl. Das Laufwasserkraftwerk wurde 1924 errichtet, um das Ohler Eisenwerk mit Strom zu versorgen, und 1982 überholt. Es verfügt über drei Turbinen, mit denen eine Leistung von jeweils 650 Kilowatt erbracht werden kann. Jährlich werden 6.000 Megawattstunden Strom erzeugt. Das Kraftwerk wird von Mark-E betrieben.